# José Cabrera Felipe
José Ignacio Cabrera y Felipe (San Cristóbal de La Laguna, 30 de julio de 1887-Madrid, 14 de agosto de 1973) fue un ingeniero español.

## Biografía
Hijo de un notario lanzaroteño, fue hermano de Blas Cabrera y Felipe y de Juan Cabrera y Felipe. Tras obtener el bachiller en 1906 en su localidad natal, ingresó ese mismo año en la Escuela de Ingenieros de Minas de Madrid, graduándose en 1912 como segundo de su promoción. Trabajó en Alemania como ingeniero nada más completar sus estudios, pero regresó a España con el estallido de la Primera Guerra Mundial.
A partir de 1920 trabajó para la Compañía Eléctrica de Langreo, en particular en el proyecto de construcción de la central térmica de La Felguera. Ejerció en esos años como subdirector general de Duro Felguera.
Desde 1942 ejerció como director general de la Unión Eléctrica Madrileña, empresa que terminaría presidiendo. Profesor de generadores y motores térmicos en la Escuela de Ingenieros de Minas de Madrid desde 1945, fue impulsor de la construcción de la primera central nuclear de España, que posteriormente tomó su nombre: la central nuclear José Cabrera en Almonacid de Zorita (provincia de Guadalajara).